# Zielenomorsk
Zielenomorsk (ros. Зеленоморск) – wieś w Rosji, w Dagestanie, w rejonie karabudachkienckim. W 2010 liczyła 1005 mieszkańców.